# Ida Dannewitz
 Ida Dannewitz, née le 27 mars 1999, est une  skieuse alpine suédoise. 

## Biographie
En avril 2018, elle est vice-championne de Suède de combiné à Åre.
En 2019 à Val di Fassa, elle prend la 3e place du combiné des championnats du monde juniors.
En janvier 2020, elle prend la 9e place du combiné de Coupe du monde de Zauchensee. 
Elle obtient la seconde place du classement général de la Coupe d'Europe 2020 de Super G, après avoir remporté le super G de Saint-Moritz en décembre 2019.
En mai 2022 elle met fin prématurément à sa carrière en raison de ses problèmes aux genoux.

## Palmarès

### Championnats du monde
| Édition / Epreuve | Descente | Super G | Combiné |
| Mondiaux 2019 Åre | 34e      | 26e     | Abandon |

### Coupe du monde
- Meilleur classement général : 81e en 2020 avec 37 points.
- Meilleur classement de super G : 46e en 2020 avec 8 points.
- Meilleur classement au combiné : 17e en 2020 avec 29 points.

- Meilleur résultat sur une épreuve de coupe du monde de super G : 23e à Saint-Moritz le 14 décembre 2019.
- Meilleur résultat sur une épreuve de coupe du monde de combiné : 9e à Zauchensee le 12 janvier 2020.

#### Classements
| Saison / Épreuve | Saison / Épreuve | Général | Général | Descente | Descente | Super G | Super G | Géant  | Géant  | Slalom | Slalom | Combiné | Combiné |
| ---------------- | ---------------- | ------- | ------- | -------- | -------- | ------- | ------- | ------ | ------ | ------ | ------ | ------- | ------- |
| Saison / Épreuve | Saison / Épreuve | Class.  | Points  | Class.   | Points   | Class.  | Points  | Class. | Points | Class. | Points | Class.  | Points  |
| 2020             | 2020             | 81e     | 37      | -        | -        | 46e     | 8       | -      | -      | -      | -      | 17e     | 29      |

### Championnats du monde juniors
| Épreuve / Édition          | Descente | Super G | Slalom géant | Slalom  | Combiné | Team event |
| Mondiaux 2017 Åre          | 26e      | 29e     | 45e          | Abandon | 12e     | -          |
| Mondiaux 2018 Davos        | 25e      | 14e     | 47e          | Abandon | 12e     | -          |
| Mondiaux 2019 Val di Fassa | 8e       | 12e     | 21e          | 13e     | Bronze  | -          |
| Mondiaux 2020 Narvik       | 5e       | 8e      | -            | annulé  | Abandon | annulée    |

### Coupe d'Europe
4 podiums dont :
- 1 victoire en Super G  le 10 décembre 2019 à Saint-Moritz.

#### Classements
| Saison / Épreuve | Saison / Épreuve | Général | Général | Descente | Descente | Super G | Super G | Géant  | Géant  | Slalom | Slalom | Combiné | Combiné |
| ---------------- | ---------------- | ------- | ------- | -------- | -------- | ------- | ------- | ------ | ------ | ------ | ------ | ------- | ------- |
| Saison / Épreuve | Saison / Épreuve | Class.  | Points  | Class.   | Points   | Class.  | Points  | Class. | Points | Class. | Points | Class.  | Points  |
| 2019             | 2019             | 46e     | 198     | 31e      | 45       | 35e     | 28      | -      | -      | 52e    | 27     | 5e      | 98      |
| 2020             | 2020             | 7e      | 494     | 12e      | 107      | 2e      | 273     | 50e    | 13     | 75e    | 8      | 4e      | 93      |